# Cassandra (canción de ABBA)
«Cassandra» es una canción de grupo pop sueco ABBA. La grabación comenzó el 2 de agosto de 1982 y se convirtió en la canción n.º 12 como bonus track del re- lanzamiento del álbum The Visitors (1981) en el 2001. La canción fue la cara B del single "The Day Before You Came".

## Trama de la canción
La canción está basada en el mítico personaje Cassandra de Troya en la mitología griega, quien fue condenada a conocer el futuro, aunque nadie le creía.

## Posicionamiento

### Listas semanales
| Lista (1982/1983)      |
| ---------------------- |
| Tracklisten            |
| VG-lista               |
| Sverigetopplistan      |
| Official German Charts |